# 1930 în film
- 1929 în cinematografie — 1930 în cinematografie — 1931 în cinematografie

## Filmele cu cele mai mari încasări
| #   | Titlu                        | Studio/Încasări             | Actori                              |
| --- | ---------------------------- | --------------------------- | ----------------------------------- |
| 1.  | Nimic nou pe frontul de vest | Universal / $3.000.000      | Lew Ayres                           |
| 2.  | Whoopee!                     | United Artists / $2.600.000 | Eddie Cantor                        |
| 3.  | Hell's Angels                | United Artists / $2.500.000 | Jean Harlow, Ben Lyon și James Hall |
| 4.  | Animal Crackers              | Paramount / $1,500,000      | Marx Brothers                       |
| 5.  | Feet First                   | Paramount / $1.300.000      | Harold Lloyd                        |
| 6.  | The Rogue Song               | MGM                         | Lawrence Tibbett                    |
| 7.  | The Life of the Party        | Warner Bros.                | Winnie Lightner                     |
| 8.  | Hold Everything              | Warner Bros.                | Winnie Lightner, Joe E. Brown       |
| 9.  | Sunny                        | MGM                         | Marilyn Miller                      |
| 10. | The Vagabond King            | Paramount                   | Dennis King, Jeanette MacDonald     |
| 11. | Song of the Flame            | Warner Bros.                | Noah Beery, Bernice Claire          |
| 12. | The Green Goddess            | Warner Bros.                | George Arliss                       |

## Premii

### Oscar
- Cel mai bun film: All Quiet on the Western Front - Universal Studios
- Cel mai bun regizor: Lewis Milestone - All Quiet on the Western Front
- Cel mai bun actor:  George Arliss - Disraeli
- Cea mai bună actriță: Norma Shearer - The Divorcee

Articol detaliat: Oscar 1930